# Гері Келлі
Гері Келлі (англ. Gary Kelly; нар. 9 липня 1974, Дроеда) — ірландський футболіст, захисник.
Відомий виступами за клуб «Лідс Юнайтед», за який провів усю свою кар'єру, а також національну збірну Ірландії.

## Клубна кар'єра
Вихованець юнацьких команд футбольних клубів «Дрогеда Юнайтед» та «Хоум Фарм».
У дорослому футболі дебютував 1991 року виступами за команду клубу «Лідс Юнайтед», кольори якої і захищав протягом усієї своєї кар'єри гравця, що тривала цілих сімнадцять років. Більшість часу, проведеного у складі «Лідс Юнайтед», був основним гравцем захисту команди, відігравши у її складі 430 матчів чемпіонату.

## Виступи за збірну
1994 року дебютував в офіційних матчах у складі національної збірної Ірландії. Протягом кар'єри у національній команді, яка тривала 10 років, провів у формі головної команди країни 51 матч, забивши 2 голи. У складі збірної був учасником чемпіонату світу 1994 року у США та чемпіонату світу 2002 року в Японії і Південній Кореї.

## Статистика виступів

### Статистика клубних виступів
| Сезон   | Команда        | Чемпіонат | Чемпіонат | Чемпіонат | Національний кубок | Національний кубок | Національний кубок | Єврокубки | Єврокубки | Єврокубки | Інші змагання | Інші змагання | Інші змагання | Усього | Усього |
| Сезон   | Команда        | Ліга      | Ігор      | Голів     | Ліга               | Ігор               | Голів              | Ліга      | Ігор      | Голів     | Ліга          | Ігор          | Голів         | Ігор   | Голів  |
| ------- | -------------- | --------- | --------- | --------- | ------------------ | ------------------ | ------------------ | --------- | --------- | --------- | ------------- | ------------- | ------------- | ------ | ------ |
| 1991–92 | «Лідс Юнайтед» | ФЛ        | 2         | 0         | КА+КЛ              | 0+1                | 0                  | -         | -         | -         | -             | -             | -             | 3      | 0      |
| 1992–93 | «Лідс Юнайтед» | ПЛ        | 0         | 0         | КА+КЛ              | 0                  | 0                  | -         | -         | -         | -             | -             | -             | 0      | 0      |
| 1993–94 | «Лідс Юнайтед» | ПЛ        | 42        | 0         | КА+КЛ              | 3+2                | 0                  | -         | -         | -         | -             | -             | -             | 47     | 0      |
| 1994–95 | «Лідс Юнайтед» | ПЛ        | 42        | 0         | КА+КЛ              | 4+2                | 0                  | -         | -         | -         | -             | -             | -             | 48     | 0      |
| 1995–96 | «Лідс Юнайтед» | ПЛ        | 34        | 0         | КА+КЛ              | 5+8                | 0                  | КУЄФА     | 4         | 0         | -             | -             | -             | 51     | 0      |
| 1996–97 | «Лідс Юнайтед» | ПЛ        | 36        | 2         | КА+КЛ              | 4+3                | 0                  | -         | -         | -         | -             | -             | -             | 43     | 2      |
| 1997–98 | «Лідс Юнайтед» | ПЛ        | 34        | 0         | КА+КЛ              | 4+3                | 0                  | -         | -         | -         | -             | -             | -             | 41     | 0      |
| 1998–99 | «Лідс Юнайтед» | ПЛ        | 0         | 0         | КА+КЛ              | 0                  | 0                  | -         | -         | -         | -             | -             | -             | 0      | 0      |
| 1999–00 | «Лідс Юнайтед» | ПЛ        | 31        | 0         | КА+КЛ              | 3+2                | 0                  | КУЄФА     | 11        | 0         | -             | -             | -             | 47     | 0      |
| 2000–01 | «Лідс Юнайтед» | ПЛ        | 24        | 0         | КА+КЛ              | 1+1                | 0                  | ЛЧ        | 12        | 0         | -             | -             | -             | 36     | 0      |
| 2001–02 | «Лідс Юнайтед» | ПЛ        | 20        | 0         | КА+КЛ              | 1+1                | 0                  | КУЄФА     | 3         | 0         | -             | -             | -             | 25     | 0      |
| 2002–03 | «Лідс Юнайтед» | ПЛ        | 25        | 0         | КА+КЛ              | 4+0                | 1+0                | КУЄФА     | 6         | 0         | -             | -             | -             | 35     | 1      |
| 2003–04 | «Лідс Юнайтед» | ПЛ        | 37        | 0         | КА+КЛ              | 2+0                | 0                  | -         | -         | -         | -             | -             | -             | 39     | 0      |
| 2004–05 | «Лідс Юнайтед» | ЧФЛ       | 43        | 0         | КА+КЛ              | 1+3                | 0                  |           | -         | -         | -             | -             | -             | 47     | 0      |
| 2005–06 | «Лідс Юнайтед» | ЧФЛ       | 44+3      | 0         | КА+КЛ              | 2+0                | 1+0                | -         | -         | -         | -             | -             | -             | 49     | 1      |
| 2006–07 | «Лідс Юнайтед» | ЧФЛ       | 16        | 0         | КА+КЛ              | 0+2                | 0                  |           | -         | -         | -             | -             | -             | 18     | 0      |
| Усього  | Усього         | Усього    | 430+3     | 2+0       |                    | 32+30              | 2+0                |           | 36        | 0         |               | -             | -             | 531    | 4      |